# Premislao II de Polonia

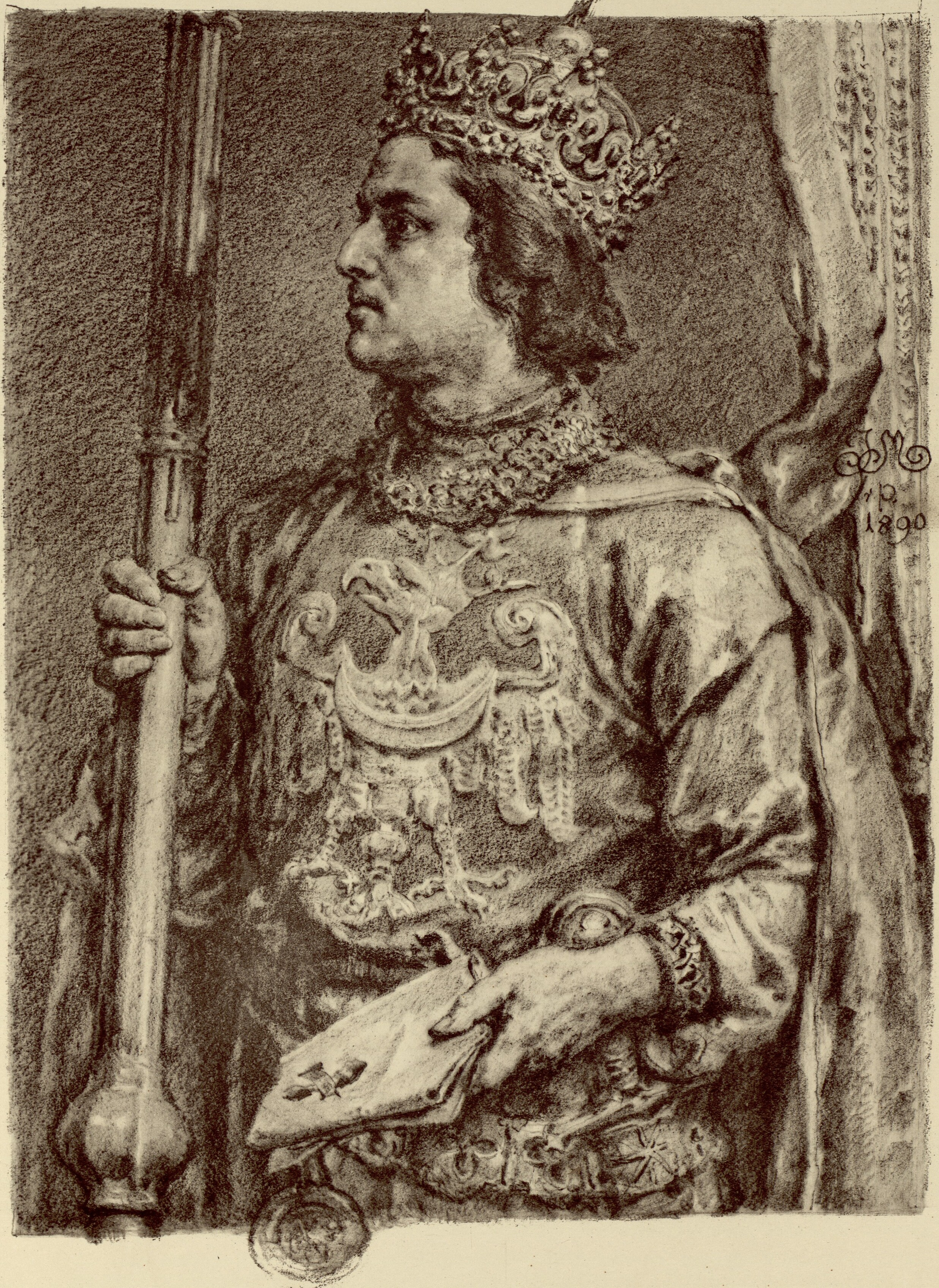
Premislao II. Pintura de Jan Matejko.

Premislao II de Polonia (en polaco Przemysł II pronunciación en polaco: /ˈpʂɛmɨsw/ (escucharⓘ) (14 de octubre de 1257 - 8 de febrero de 1296)) fue duque de Cracovia 1290-1291 y rey de Polonia entre los años 1295 y 1296. Fue el primer rey polaco con título hereditario. A partir de su elección, Polonia asciende al rango de reino.

## Biografía
Premislao era hijo de Premislao I, duque de la Gran Polonia, y de Isabel de Breslavia, hija a su vez de Enrique II el Piadoso de Silesia. Antes de 1277 fue nombrado duque de Poznan, y después de la muerte de su tío Boleslao el Piadoso en 1279, duque de la Gran Polonia. En 1282 mantuvo un encuentro secreto con Mestwin II, duque de Pomerelia y fue cogobernante con él. En 1287, su alianza se había extendido al duque Boguslao de Pomerania Occidental. En 1294 se convirtió en el gobernante sucesor en Gdansk.
De acuerdo con la última voluntad de Enrique IV de Breslavia, heredó en 1290 las provincias de Cracovia y Sandomierz, que formaban la Pequeña Polonia, pero pronto las cedió a Wenceslao II de Bohemia. Como gobernante polaco más fuerte de su tiempo y poseedor de la insignia real de Cracovia, tuvo el apoyo del clero para la unificación de Polonia, y en 1295 fue coronado rey de Polonia por el arzobispo de Gniezno y cinco obispos más.
En 1296 fue secuestrado por hombres del margrave de Brandeburgo, con ayuda de algunas familias nobles de Nalecz y Zaremba, y asesinado el 8 de febrero en Rogozno por Jakub Kaszuba. Su reinado fue corto, pero su reino sobrevivió durante quinientos años.

## Matrimonios
- 1273. Ludgarda, hija de Enrique I de Mecklenburgo
- 1285. Richeza de Suecia, hija de Valdemar I de Suecia
- 1293. Margarita de Brandenburgo, hija de Alberto II de Brandeburgo